# Ризер, Дани
Дани Ризер (нем. Dany Ryser; 25 апреля 1957, Золотурн, Швейцария) — швейцарский тренер и футбольный чиновник, являющийся координатором молодёжи в сборной Швейцарии.

## Карьера тренера
Дани родился в городе Золотурн. С 1 ноября 1986 года Ризер имеет лицензию УЕФА PRO. Первым тренерским опытом Дани стал клуб «Биль-Бьен», который он тренировал на протяжении 6 лет, с 1990 по 1996. С 1997 года он работал в Швейцарском футбольном союзе. В 2003 году Ризер вернулся к тренерскому делу и возглавил сборную Швейцарии (до 20 лет). Проведя в сборной год, Дани отошел от тренерского поприща, и вернулся в большой футбол в 2009 году, триумфально ведя сборную Швейцарии (до 17 лет), победившей на ЮЧМ 2009 в Нигерии в 2009 году.